# 다시 나는 새
《다시 나는 새》는 1986년 5월 11일에 MBC TV에서 방영되었던 베스트셀러극장이다.

## 줄거리
필우(김광배)는 10년 무사고 운전을 목전에 둔 택시 운전사다. 어느 날 그는 하루종일 이상한 승객들에게 시달린 나머지 화가 나서 과속으로 달리다가 한 소녀를 치는 사고를 내고 만다. 겁이 난 필우는 소녀를 길에 버려두고 뺑소니를 친다. 이후 심한 죄책감에 시달린 필우는 거기서 벗어나기 위해 선행을 베풀기 시작하는데...

## 출연
- 김광배
- 이상숙
- 임현식
- 국정환
- 윤순홍
- 한영숙
- 심양홍
- 노경주
- 김순경
- 이수나
- 홍순창
- 문시경
- 박경순
- 강미
- 나성균
- 홍민우